# SMART (Projektmanagement)
SMART (Akronym für Specific Measurable Achievable Reasonable Time-bound) ist ein Kriterium zur eindeutigen Formulierung von mess- und überprüfbaren Zielen. Das Konzept geht auf den Managementberater und Unternehmer George T. Doran (1939–2011) zurück. Es dient im Rahmen von Projektmanagement, Mitarbeiterführung und Personalentwicklung als Kriterium zur Festlegung von Zielen und Zielvereinbarungen. Die Forderungen an eine gute Zielvereinbarung bauen auf abgesicherten Ergebnissen der Zielsetzungstheorie (englisch Goal-Setting-Theory) von Locke und Latham aus dem Jahr 1990 auf. In Anlehnung an John Whitmore spricht man auch von der SMART-PURE-CLEAR-Formel.

## Projektplan
| Buchstabe | Bedeutung (englisch) | Bedeutung (deutsch) | Beschreibung | Englische Alternativen |
| --------- | -------------------- | ------------------- | --- | --- |
| S         | Specific             | Spezifisch          | Ziele müssen eindeutig definiert sein (nicht vage, sondern so präzise wie möglich). | Significant, Stretching, Simple |
| M         | Measurable           | Messbar             | Ziele müssen messbar sein (Messbarkeitskriterien). | Meaningful, Motivational, Manageable |
| A         | Achievable           | Erreichbar          | Die Ziele müssen für die Person ansprechend bzw. erstrebenswert sein, zum Teil auch englisch attainable („erreichbar“) oder accepted („akzeptiert“) dann steht das „R“ für „relevant“, ursprünglich assignable, also – einem bestimmten Verantwortlichen – zuweisbar. | Appropriate, Accepted, Achievable, Agreed, Assignable, Actionable, Ambitious, Aligned, Aspirational, Attainable, Attractive, As if now (wie bereits erreicht formuliert) |
| R         | Reasonable           | Angemessen          | Das gesteckte Ziel muss möglich und realisierbar sein. | Relevant, Realistic, Resourced, Resonant |
| T         | Time-bound           | Terminiert          | Das Ziel muss mit einem fixen Datum festgelegt werden können. | Time-oriented, Time framed, Timed, Time-based, Timeboxed, Timely, Time-Specific, Timetabled, Time limited, Trackable, Tangible                                           |

Ein Ziel ist nur dann S.M.A.R.T., wenn es diese fünf Bedingungen erfüllt.
Beispiel: (Mein Ziel ist es…) „die Englisch-Klausur am Ende des Monats mit mindestens der Note 3 bestanden zu haben.“
Bei konsequenter Anwendung von „SMART“ ergeben sich klare, mess- und überprüfbare Ziele:
- Langfristige Ziele = Richtungsweiser = strategische Ziele
- Mittel- und kurzfristige Ziele = taktische Ziele

Ziele und Aufgaben sind unbedingt für alle Beteiligten und Betroffenen schriftlich festzuhalten. Daraus wird der Projektplan für die Umsetzung erarbeitet. Die Umsetzung und der Projektfortschritt sind anhand der Meilensteine regelmäßig zu überprüfen:
- Was ist erreicht?
- Hat sich an den Zielen etwas geändert?

Der Projektplan ist gegebenenfalls zu korrigieren.

## Grenzen von SMART
Im Allgemeinen stellen SMARTe Ziele eine Mindestbeschreibung von Zielen dar. Je nach Kontext müssen die Ziele weiter verfeinert werden (z. B. müssen realistische Ziele auch im Preisbudget liegen) bzw. weitere Anforderungen an die Ziele hinzugenommen werden (z. B. nichtfunktionale Anforderungen in der Informatik).
Neuere wissenschaftliche Untersuchungen haben zwei weitere, wichtige Erfolgskriterien für Ziele ermittelt:
1. Vereinbarte Ziele haben eine doppelt so hohe Erfolgswahrscheinlichkeit, wie vorgegebene Ziele.[10] Die einvernehmliche „Vereinbarung“ fehlt in der SMART-Definition. Diese hilft, Ziele und Ressourcen in angemessenem Verhältnis zu formulieren und intrinsische Motivation für die Zielerreichung zu erhöhen.
2. Fortschritte von Zielen sollten regelmäßig reflektiert werden, um die Zwischenergebnisse zu bewerten und den aktuellen Entwicklungen anzupassen.
3. Zu viele Ziele gleichzeitig stehen in Konkurrenz zueinander – zumindest um die Ressource Zeit. Es sollten daher Ziele sequentiell und nicht parallel bearbeitet werden.

## Zusatzkriterien
Im Laufe der Zeit wurde das ursprüngliche Modell durch zusätzliche Kriterien ergänzt.
- S.M.A.R.T.E.R.
  - Extending & Rewarding[9]
  - Engaging & Rewarding[11][12]
  - Evaluated & Revisable[13]
  - Evaluated & Reviewed[8]
  - Exciting & Resources[14]
  - Weitere Kriterien bzw. Kombinationen aus…[12]
    1. Ecological, Engaging, Ethical, Excitable
    2. Reassess, Recordable, Resources, Revisit
- S.M.A.R.T.T.A.
  - Trackable & Agreed[15]
- S.M.A.R.A.G.D.[16]
  - sichtbar
  - messbar
  - attraktiv
  - realistisch
  - abgestimmt
  - geprüft
  - datiert